# The Last Angry Man
The Last Angry Man é um filme norte-americano de 1959, do gênero drama, dirigido por Daniel Mann  e estrelado por Paul Muni e David Wayne.

## Produção
O filme, escancaradamente sentimental, trata de alguns valores fundamentais, como honestidade, decência e caridade, ao mesmo tempo em que dá algumas estocadas na profissão de médico e na televisão comercial.
The Last Angry Man foi o último trabalho de Paul Muni no cinema e deu-lhe a sexta indicação ao Oscar de Melhor Ator (venceu em 1937 por The Story of Louis Pasteur). Enquanto Muni se despedia, Billy Dee Williams fazia sua estreia como um homem acusado de ter roubado um carro.
Segundo Ken Wlaschin, este é um dos dez melhores filmes da carreira de Paul Muni.
Em 1974, a Screen Gems produziu uma refilmagem para a ABC, com Pat Hingle como protagonista.

## Sinopse
O doutor Sam Abelman tem uma clínica em um bairro pobre de Nova Iorque, onde ajuda os pacientes desinteressadamente. Woodrow Thrasher, produtor de televisão, precisa desesperadamente de um sucesso, daí ele imagina fazer um programa sobre o médico benfeitor, mas o doutor Sam não tem tempo para essas trivialidades. Woodrow, então, pede ao doutor Max Vogel, velho amigo de Sam, que o convença a aceitar a proposta. Sam, ao saber que poderá extravasar todo seu ressentimento contra os mercenários companheiros de profissão, cede por fim. Mas o Destino, imprevisível, interfere...

## Principais premiações
| Patrocinador                                  | Prêmio | Categoria                                                       | Situação      |
| --------------------------------------------- | ------ | --------------------------------------------------------------- | ------------- |
| Academia de Artes e Ciências Cinematográficas | Oscar  | Melhor Ator (Paul Muni) Melhor Direção de Arte (preto e branco) | Indicado      |
| New York Film Critics Circle Awards           | NYFCC  | Melhor Ator (Paul Muni                                          | Segundo Lugar |

## Elenco
| Ator/Atriz         | Personagem         |
| ------------------ | ------------------ |
| Paul Muni          | Doutor Sam Abelman |
| David Wayne        | Woodrow Thrasher   |
| Betsy Palmer       | Anna Thrasher      |
| Luther Adler       | Doutor Max Vogel   |
| Claudia McNeil     | Senhora Quincy     |
| Joby Baker         | Myron Malkin       |
| Joanna Moore       | Alice Taggart      |
| Nancy R. Pollock   | Sarah Abelman      |
| Billy Dee Williams | Josh Quincy        |
| Robert F. Simon    | Lyman Gattling     |
| Dan Tobin          | Ben Loomer         |